# Trichoncus
Genre
Trichoncus est un genre d'araignées aranéomorphes de la famille des Linyphiidae.

## Distribution
Les espèces de ce genre se rencontrent en zone paléarctique et en Afrique de l'Est.

## Liste des espèces
Selon World Spider Catalog (version 20.5, 17/08/2019) :
- Trichoncus affinis Kulczyński, 1894
- Trichoncus ambrosii Wunderlich, 2011
- Trichoncus aurantiipes Simon, 1884
- Trichoncus auritus (L. Koch, 1869)
- Trichoncus gibbulus Denis, 1944
- Trichoncus hackmani Millidge, 1955
- Trichoncus helveticus Denis, 1965
- Trichoncus hirtus Denis, 1965
- Trichoncus hispidosus Tanasevitch, 1990
- Trichoncus hyperboreus Eskov, 1992
- Trichoncus kenyensis Thaler, 1974
- Trichoncus lanatus Tanasevitch, 1987
- Trichoncus maculatus Fei, Gao & Zhu, 1997
- Trichoncus monticola Denis, 1965
- Trichoncus nairobi Russell-Smith & Jocqué, 1986
- Trichoncus orientalis Eskov, 1992
- Trichoncus patrizii Caporiacco, 1953
- Trichoncus pinguis Simon, 1926
- Trichoncus rostralis Tanasevitch, 2013
- Trichoncus saxicola (O. Pickard-Cambridge, 1861)
- Trichoncus scrofa Simon, 1884
- Trichoncus similipes Denis, 1965
- Trichoncus sordidus Simon, 1884
- Trichoncus steppensis Eskov, 1995
- Trichoncus trifidus Denis, 1965
- Trichoncus uncinatus Denis, 1965
- Trichoncus vasconicus Denis, 1944
- Trichoncus villius Tanasevitch & Piterkina, 2007

## Publication originale
- Simon, 1884 : Les arachnides de France. Paris, vol. 5, p. 180-885 (texte intégral).